# 朝日レガッタ
朝日レガッタ（あさひレガッタ）とはローイング競技（ボート競技）の大会の一つである。

## 概要
毎年、ゴールデンウィークに関西みらいローイングセンター（琵琶湖漕艇場）で行われ、中学生以上の年齢層が出場している。2011年の64回大会は東北地方太平洋沖地震の影響で中止した。2020・21年は新型コロナウイルス感染拡大の影響により中止

### 主催
- 関西ボート連盟
- 朝日新聞社
- 滋賀県
- 滋賀県教育委員会
- 大津市
- 大津市教育委員会

### 後援
- 滋賀県スポーツ協会
- 大津市スポーツ協会
- 朝日放送テレビ
- 日刊スポーツ新聞社
- 日本ローイング協会

### 主管
- 滋賀県ボート協会

## 競技
マスターズの男女ナックルフォアは500m、それ以外は1000mで競う。

### 一般・大学
- 男子エイト（高校生出場可能）
- 男子舵手付きフォア
- 女子舵手付きクォドルプル
- 男女ダブルスカル
- 男女シングルスカル

### 高校
- 男女舵手付きクォドルプル
- 男女ダブルスカル
- 男女シングルスカル

### 中学
- 男女舵手付きクォドルプル
- 男女ダブルスカル

### マスターズ
- 男子ナックルフォア（50歳以上、男女混合出場可能）
- 女子ナックルフォア（40歳以上、舵手は男子でも可）
- 男子シングルスカル（50歳以上・60歳以上）